# Discoshit
A DISCO*S HIT Radio Show egy magyar nyelvű rádióműsor amely a Rádió 1-en hallható minden nap este 20:00 és 21:00 között. Műsorvezetői Bárány Attila, DJ Junior, Hamvai P.G..

## Története
A DISCO*S HIT csapata 2005. december 5-én debütált a Rádió 1 frekvenciáin. Az eredeti felállás szerint 8 tagból állt a DISCO*S HIT csapata. A tagok: Bárány Attila, DJ Junior, Hamvai P.G., Antonyo, Daniel, Jován (aki még a bulik indulása előtt kilépett), Lauer, és Soneec. A műsor házigazdája Bárány Attila volt. Az első DISCO*S HIT buli, 2007. augusztus 20-án volt Budapesten 7000 emberrel.

### A név eredete
DJ Junior szerint: "Mindenki emlékszik a Betépve című film főcím utáni első jelenetére, melyben Johnny Depp ül egy asztalnál, nagyot szippant a friss kokainból és bejelenti, hogy: “This is Grade A 100% pure Colombian cocaine, ladies and gentlemen… Disco shit… Pure as the driven snow.” (Ez első osztályú, 100 %-ban tiszta kolumbiai kokain, hölgyeim és uraim… Diszkó sz*r… Tiszta mint hó.)"